# بيركهولدرية كاليدونية
بيركهولدرية كاليدونية (الاسم العلمي: Burkholderia caledonica) هي نوع من البكتيريا، سلبية الغرام، تتبع جنس البيركهولدرية.